# I-divisioona 2014
La I-divisioona 2014 è la 32ª edizione del campionato di football americano di secondo livello, organizzato dalla SAJL.

## Squadre partecipanti
| Club                 | Città     | Stadio | Sponsor ufficiale | Risultato nella stagione 2013 |
| -------------------- | --------- | ------ | ----------------- | ----------------------------- |
| Hyvinkää Falcons     | Hyvinkää  |        |                   |                               |
| Jyväskylä Jaguaarit  | Jyväskylä |        |                   |                               |
| Oulu Northern Lights | Oulu      |        |                   |                               |
| Tampere Saints       | Tampere   |        |                   |                               |
| Wasa Royals          | Vaasa     |        |                   |                               |

## Pre-stagione

### Week 1
| Jyväskylä 10 maggio 2014, ore 17:00 | Jyväskylä Jaguaarit | 6 – 16 (0-0 0-9 6-0 0-7) referto | Hyvinkää Falcons | Viitaniemen liikuntapuisto (100 spett.)\| Arbitro: \| J. Korpela \| |
| Arbitro:                            | J. Korpela          |                                  |                  |                                                                     |

| Oulu 11 maggio 2014, ore 14:00 | Oulu Northern Lights | 14 – 0 (8-0 6-0 0-0 0-0) referto | Tampere Saints | Castrenin urheilukeskus (65 spett.)\| Arbitro: \| Rajakangas \| |
| Arbitro:                       | Rajakangas           |                                  |                |                                                                 |

### Week 2
| Hyvinkää 17 maggio 2014, ore 14:00 | Hyvinkää Falcons | 35 – 0 (14-0 7-0 7-0 7-0) referto | Oulu Northern Lights | Kankurin Liikuntapuisto (150 spett.)\| Arbitro: \| K. Parkkali \| |
| Arbitro:                           | K. Parkkali      |                                   |                      |                                                                   |

### Week 3
| Tampere 25 maggio 2014, ore 16:00 | Tampere Saints | 17 – 48 (0-6 3-21 14-0 0-21) referto | Wasa Royals | Pyynikin urheilukenttä (230 spett.)\| Arbitro: \| J. Kalevo \| |
| Arbitro:                          | J. Kalevo      |                                      |             |                                                                |

## Stagione regolare

### Calendario

#### Anticipi 1
| Oulu 24 maggio 2014, ore 14:00 | Oulu Northern Lights | 16 – 12 (0-0 9-6 0-0 7-6) referto | Jyväskylä Jaguaarit | Castrenin urheilukeskus (113 spett.)\| Arbitro: \| H. Nikula \| |
| Arbitro:                       | H. Nikula            |                                   |                     |                                                                 |

#### 1ª giornata
| Jyväskylä 14 giugno 2014, ore 17:00 | Jyväskylä Jaguaarit | 13 – 18 (0-0 7-6 6-0 0-12) referto | Oulu Northern Lights | Viitaniemen liikuntapuisto (157 spett.)\| Arbitro: \| Mäkäräinen \| |
| Arbitro:                            | Mäkäräinen          |                                    |                      |                                                                     |

| Hyvinkää 15 giugno 2014, ore 14:00 | Hyvinkää Falcons | 0 – 20 (0-0 0-13 0-0 0-7) referto | Wasa Royals | Kankurin Liikuntapuisto (232 spett.)\| Arbitro: \| Kalliokoski \| |
| Arbitro:                           | Kalliokoski      |                                   |             |                                                                   |

#### 2ª giornata
| Tampere 28 giugno 2014, ore 16:00 | Tampere Saints | 28 – 21 (14-7 0-14 7-0 7-0) referto | Jyväskylä Jaguaarit | Pyynikin urheilukenttä (270 spett.)\| Arbitro: \| M. Enonkoski \| |
| Arbitro:                          | M. Enonkoski   |                                     |                     |                                                                   |

| Vaasa 29 giugno 2014, ore 14:15 | Wasa Royals | 45 – 3 (0-3 13-0 20-0 12-0) referto | Oulu Northern Lights | Kaarlen kenttä (803 spett.)\| Arbitro: \| Immonen \| |
| Arbitro:                        | Immonen     |                                     |                      |                                                      |

#### 3ª giornata
| Jyväskylä 5 luglio 2014, ore 17:00 | Jyväskylä Jaguaarit | 14 – 49 (8-14 6-0 0-14 0-21) referto | Wasa Royals | Viitaniemen liikuntapuisto (105 spett.)\| Arbitro: \| K. Lahtinen \| |
| Arbitro:                           | K. Lahtinen         |                                      |             |                                                                      |

| Hyvinkää 5 luglio 2014, ore 14:00 | Hyvinkää Falcons | 20 – 14 (0-0 14-0 0-14 6-0) referto | Tampere Saints | Kankurin Liikuntapuisto\| Arbitro: \| Immonen \| |
| Arbitro:                          | Immonen          |                                     |                |                                                  |

#### 4ª giornata
| Oulu 12 luglio 2014, ore 14:00 | Oulu Northern Lights | 6 – 27 (0-7 0-6 0-7 6-7) referto | Hyvinkää Falcons | Castrenin urheilukeskus (196 spett.) |

| Vaasa 13 luglio 2014, ore 14:10 | Wasa Royals | 50 – 0 (20-0 9-0 14-0 7-0) referto | Tampere Saints | Kaarlen kenttä (867 spett.)\| Arbitro: \| H. Nikula \| |
| Arbitro:                        | H. Nikula   |                                    |                |                                                        |

#### 5ª giornata
| Tampere 19 luglio 2014, ore 16:00 | Tampere Saints | 35 – 7 (0-7 14-0 7-0 14-0) referto | Oulu Northern Lights | Pyynikin urheilukenttä (315 spett.)\| Arbitro: \| M. Enonkoski \| |
| Arbitro:                          | M. Enonkoski   |                                    |                      |                                                                   |

| Jyväskylä 19 luglio 2014, ore 17:00 | Jyväskylä Jaguaarit | 28 – 27 (0-7 6-0 14-7 8-13) referto | Hyvinkää Falcons | Viitaniemen liikuntapuisto (138 spett.)\| Arbitro: \| Tahtinen \| |
| Arbitro:                            | Tahtinen            |                                     |                  |                                                                   |

#### 6ª giornata
| Vaasa 27 luglio 2014, ore 14:15 | Wasa Royals | 14 – 15 (0-0 14-6 0-0 0-9) referto | Hyvinkää Falcons | Kaarlen kenttä (1052 spett.)\| Arbitro: \| H. Nikula \| |
| Arbitro:                        | H. Nikula   |                                    |                  |                                                         |

#### 7ª giornata
| Oulu 2 agosto 2014, ore 14:00 | Oulu Northern Lights | 7 – 88 (7-7 0-33 0-21 0-27) referto | Wasa Royals | Castrenin urheilukeskus\| Arbitro: \| Tahtinen \| |
| Arbitro:                      | Tahtinen             |                                     |             |                                                   |

| Jyväskylä 2 agosto 2014, ore 17:00 | Jyväskylä Jaguaarit | 43 – 42 (0-7 15-7 8-7 20-21) referto | Tampere Saints | Viitaniemen liikuntapuisto (150 spett.)\| Arbitro: \| Lamminsalo \| |
| Arbitro:                           | Lamminsalo          |                                      |                |                                                                     |

#### 8ª giornata
| Tampere 9 agosto 2014, ore 16:00 | Tampere Saints | 35 – 28 (7-7 14-0 7-7 7-14) referto | Hyvinkää Falcons | Pyynikin urheilukenttä (275 spett.)\| Arbitro: \| M. Enonkoski \| |
| Arbitro:                         | M. Enonkoski   |                                     |                  |                                                                   |

| Vaasa 10 agosto 2014, ore 14:15 | Wasa Royals | 48 – 33 (0-0 21-6 14-12 13-15) referto | Jyväskylä Jaguaarit | Kaarlen kenttä (884 spett.)\| Arbitro: \| H. Nikula \| |
| Arbitro:                        | H. Nikula   |                                        |                     |                                                        |

#### 9ª giornata
| Hyvinkää 16 agosto 2014, ore 14:00 | Hyvinkää Falcons | 35 – 0 (7-0 7-0 21-0 0-0) referto | Oulu Northern Lights | Kankurin Liikuntapuisto (238 spett.)\| Arbitro: \| Immonen \| |
| Arbitro:                           | Immonen          |                                   |                      |                                                               |

| Tampere 16 agosto 2014, ore 16:00 | Tampere Saints | 21 – 33 (7-7 7-13 7-6 0-7) referto | Wasa Royals | Pyynikin urheilukenttä (285 spett.)\| Arbitro: \| K. Parkkali \| |
| Arbitro:                          | K. Parkkali    |                                    |             |                                                                  |

#### 10ª giornata
| Hyvinkää 23 agosto 2014, ore 14:00 | Hyvinkää Falcons | 21 – 31 (7-6 7-6 7-6 0-13) referto | Jyväskylä Jaguaarit | Kankurin Liikuntapuisto (218 spett.)\| Arbitro: \| K. Parkkali \| |
| Arbitro:                           | K. Parkkali      |                                    |                     |                                                                   |

| Oulu 23 agosto 2014, ore 14:00 | Oulu Northern Lights | 14 – 27 (8-7 0-0 6-6 0-14) referto | Tampere Saints | Castrenin urheilukeskus |

### Classifica
La classifica della regular season è la seguente:
- PCT = percentuale di vittorie, G = partite giocate, V = partite vinte,  P = partite perse, PF = punti fatti, PS = punti subiti

| Pos. | Squadra              | PCT  | G | V | N | P | PF  | PS  |
| ---- | -------------------- | ---- | - | - | - | - | --- | --- |
| 1    | Wasa Royals          | .875 | 8 | 7 | 0 | 1 | 347 | 93  |
| 2    | Tampere Saints       | .500 | 8 | 4 | 0 | 4 | 202 | 216 |
| 3    | Hyvinkää Falcons     | .500 | 8 | 4 | 0 | 4 | 173 | 148 |
| 4    | Jyväskylä Jaguaarit  | .375 | 8 | 3 | 0 | 5 | 195 | 249 |
| 5    | Oulu Northern Lights | .250 | 8 | 2 | 0 | 6 | 71  | 282 |

## Playoff

### Tabellone
|  | Semifinali | Semifinali          | Semifinali |                  |    | XXX Spagettimalja | XXX Spagettimalja | XXX Spagettimalja |  |
|  |            |                     |            |                  |    |                   |                   |                   |  |
|  | 1          | Wasa Royals         | 56         |                  |    |                   |                   |                   |  |
|  | 1          | Wasa Royals         | 56         |                  |    |                   |                   |                   |  |
|  | 4          | Jyväskylä Jaguaarit | 6          |                  |    |                   |                   |                   |  |
|  | 4          | Jyväskylä Jaguaarit | 6          |                  | 1  | Wasa Royals       | 34                |                   |  |
|  |            |                     |            |                  | 1  | Wasa Royals       | 34                |                   |  |
|  |            |                     | 3          | Hyvinkää Falcons | 27 |                   |                   |                   |  |
|  | 2          | Tampere Saints      | 3          | Hyvinkää Falcons | 27 | 13                |                   |                   |  |
|  | 2          | Tampere Saints      |            |                  |    |                   |                   |                   |  |
|  | 3          | Hyvinkää Falcons    | 31         |                  |    |                   |                   |                   |  |

### Semifinali
| Tampere 30 agosto 2014, ore 17:00 | Tampere Saints | 13 – 31 (7-10 6-7 0-7 0-7) referto | Hyvinkää Falcons | Pyynikin urheilukenttä (310 spett.)\| Arbitro: \| M. Enonkoski \| |
| Arbitro:                          | M. Enonkoski   |                                    |                  |                                                                   |

| Vaasa 31 agosto 2014, ore 14:15 | Wasa Royals  | 56 – 6 (14-0 21-0 21-0 0-6) referto | Jyväskylä Jaguaarit | Kaarlen kenttä (867 spett.)\| Arbitro: \| M. Enonkoski \| |
| Arbitro:                        | M. Enonkoski |                                     |                     |                                                           |

### XXX Spagettimalja
| Vaasa 7 settembre 2014, ore 14:15 | Wasa Royals  | 34 – 27 (14-0 7-20 6-7 7-0) referto | Hyvinkää Falcons | Kaarlen kenttä (2055 spett.)\| Arbitro: \| M. Enonkoski \| |
| Arbitro:                          | M. Enonkoski |                                     |                  |                                                            |

## Verdetti
- Wasa Royals Vincitori dello Spagettimalja 2014

## Marcatori
| Giocatore    | Sq.                  | TD rush | TD recv | TD int | TD p.ret | TD k.ret | TD oth | Xp1     | Xp2   | FG    | Saf | Totale |
| ------------ | -------------------- | ------- | ------- | ------ | -------- | -------- | ------ | ------- | ----- | ----- | --- | ------ |
| J. Jones     | Jyväskylä Jaguaarit  | 18      | 2       | 0      | 0        | 0        | 0      | 0       | 5     | 0     | 0   | 130    |
| V. Jarvio    | Wasa Royals          | 2+10+0  | 0       | 0+1+0  | 0        | 0        | 0      | 0       | 0     | 0     | 0   | 78     |
| 2 giocatori  | 72                   |         |         |        |          |          |        |         |       |       |     |        |
| A. Simila    | Wasa Royals          | 0+1+0   | 0       | 0      | 0        | 0        | 0      | 6+39+12 | 0     | 0     | 0   | 63     |
| A. Miettinen | Hyvinkää Falcons     | 1+1+2   | 0       | 0      | 0        | 0        | 0      | 7+17+7  | 0     | 0+1+1 | 0   | 61     |
| T. Suoste    | Wasa Royals          | 2+4+2   | 1+0+0   | 0+1+0  | 0        | 0        | 0      | 0       | 0     | 0     | 0   | 60     |
| H. Laine     | Tampere Saints       | 0       | 7       | 0      | 0        | 0        | 0      | 5       | 0     | 0     | 0   | 47     |
| 2 giocatori  | 42                   |         |         |        |          |          |        |         |       |       |     |        |
| L. Siitonen  | Tampere Saints       | 1+5+0   | 0       | 0      | 0        | 0        | 0      | 0       | 0+1+0 | 0     | 0   | 38     |
| 2 giocatori  | 36                   |         |         |        |          |          |        |         |       |       |     |        |
| J. Koivunen  | Tampere Saints       | 0+5+0   | 0       | 0      | 0        | 0        | 0      | 0+0+1   | 0     | 0     | 0   | 31     |
| K. Piela     | Hyvinkää Falcons     | 0       | 2+3+0   | 0      | 0        | 0        | 0      | 0       | 0     | 0     | 0   | 30     |
| 2 giocatori  | 26                   |         |         |        |          |          |        |         |       |       |     |        |
| 2 giocatori  | 24                   |         |         |        |          |          |        |         |       |       |     |        |
| 2 giocatori  | 20                   |         |         |        |          |          |        |         |       |       |     |        |
| 3 giocatori  | 18                   |         |         |        |          |          |        |         |       |       |     |        |
| Q. Huzzie    | Wasa Royals          | 0       | 0       | 2      | 0        | 0        | 0      | 0       | 0     | 0     | 1   | 14     |
| 4 giocatori  | 12                   |         |         |        |          |          |        |         |       |       |     |        |
| N. Krogerus  | Oulu Northern Lights | 0       | 0       | 0      | 0        | 1        | 0      | 2       | 0     | 1     | 0   | 11     |
| 2 giocatori  | 8                    |         |         |        |          |          |        |         |       |       |     |        |
| 15 giocatori | 6                    |         |         |        |          |          |        |         |       |       |     |        |
| 2 giocatori  | 3                    |         |         |        |          |          |        |         |       |       |     |        |
| 3 giocatori  | 2                    |         |         |        |          |          |        |         |       |       |     |        |

- Miglior marcatore della pre-season: T. Suoste ( Wasa Royals), 18
- Miglior marcatore della stagione regolare: J. Jones ( Jyväskylä Jaguaarit), 130
- Miglior marcatore dei playoff: J. Haivala ( Wasa Royals), 24
- Miglior marcatore della stagione: J. Jones ( Jyväskylä Jaguaarit), 130
- Miglior marcatore della stagione (esclusa la pre-season): J. Jones ( Jyväskylä Jaguaarit), 130

## Passer rating
La classifica tiene in considerazione soltanto i quarterback con almeno 10 lanci effettuati.
| Giocatore     | Sq.                  | G     | Att       | Comp      | Int   | Yds         | TD     | NFL    | NCAA   |
| ------------- | -------------------- | ----- | --------- | --------- | ----- | ----------- | ------ | ------ | ------ |
| H. Bynes      | Wasa Royals          | 1+8+1 | 15+196+18 | 5+98+9    | 0+2+0 | 76+1274+253 | 1+19+5 | 104,76 | 141,99 |
| L. Siitonen   | Tampere Saints       | 2+7+1 | 52+200+28 | 30+126+13 | 3+9+2 | 201+1446+95 | 1+14+2 | 77,71  | 122,65 |
| R. Matey      | Hyvinkää Falcons     | 0+8+1 | 0+230+16  | 0+117+13  | 0+7+0 | 0+1280+143  | 0+12+2 | 77,34  | 114,53 |
| J. Jones      | Jyväskylä Jaguaarit  | 6     | 146       | 67        | 5     | 883         | 5      | 62,67  | 101,15 |
| H. Winter     | Jyväskylä Jaguaarit  | 1+2+0 | 33+77+0   | 10+35+0   | 2+4+0 | 132+458+0   | 0+4+0  | 47,92  | 87,05  |
| O. Al-Kubaisi | Oulu Northern Lights | 2+7+0 | 50+108+0  | 21+45+0   | 2+7+0 | 152+494+0   | 0+3+0  | 36,52  | 70,99  |
| M. Sinikallio | Tampere Saints       | 1     | 13        | 4         | 0     | 22          | 0      | 40,22  | 44,98  |
| J. Taina      | Oulu Northern Lights | 1     | 21        | 9         | 3     | 58          | 0      | 10,71  | 37,49  |

- Miglior QB della pre-season: A. Miettinen ( Hyvinkää Falcons), 138,87
- Miglior QB della stagione regolare: L. Siitonen ( Tampere Saints), 137,83
- Miglior QB dei playoff: H. Bynes ( Wasa Royals), 259,73
- Miglior QB della stagione: H. Bynes ( Wasa Royals), 141,99
- Miglior QB della stagione (esclusa la pre-season): H. Bynes ( Wasa Royals), 145,08